# Communauté d'agglomération de Vichy Val d'Allier
La communauté d'agglomération de Vichy Val d'Allier est une ancienne communauté d'agglomération française, située dans le département de l'Allier et la région administrative Auvergne-Rhône-Alpes.
Elle a été remplacée en janvier 2017 par la communauté d'agglomération Vichy Communauté issue de la fusion de Vichy Val d'Allier avec la communauté de communes de la Montagne bourbonnaise.

## Historique
La coopération intercommunale autour de Vichy a débuté le 6 mars 1961 avec la création d'un syndicat intercommunal rassemblant les communes de Vichy, Cusset et Bellerive-sur-Allier. Il devient un district le 26 décembre 1996. À la suite de la loi no 99-586 du 12 juillet 1999 relative au renforcement et à la simplification de la coopération intercommunale, l'arrêté préfectoral no 5744/2000 du 30 décembre 2000 crée la communauté d'agglomération de Vichy, avec prise d'effet le 31 décembre ; celle-ci naît officiellement le 1er janvier 2001. Claude Malhuret, maire de Vichy, était élu président lors du premier conseil communautaire. Le 20 avril, René Bardet, maire de Cusset, a pris le relais.
Depuis 2005, la communauté d'agglomération, sous l'initiative du conseil régional d'Auvergne qui a signé un accord de coopération avec la province chinoise du Liaoning, a entretenu un partenariat avec la ville de Benxi, de par ses activités proches entre la ville chinoise et Vichy,.
L'intercommunalité a approuvé le schéma de cohérence territoriale par délibération du conseil communautaire du 18 juillet 2013.
Le schéma départemental de coopération intercommunale de l'Allier de 2015 impose le remaniement de toutes les structures intercommunales à fiscalité propre du département ; initialement, aucune intercommunalité ne devait subsister sous sa forme actuelle. La préfecture a validé la fusion avec la communauté de communes de la Montagne bourbonnaise. La nouvelle structure comptera 38 communes pour une population de plus de 83 000 habitants.
Le 15 septembre 2016, les élus des communes membres de Vichy Val d'Allier et de la CC de la Montagne bourbonnaise ont choisi le nouveau nom de la structure intercommunale, qui s'appellerait (dans l'attente de la validation du nom par le préfet) « Vichy Agglomération ». Le nom de « Grand Vichy » a été rejeté en raison du rapprochement avec le régime de Pétain, vécu selon les Vichyssois comme « la période la plus encombrante de [l'histoire de Vichy] ». « Vichy Communauté » et « Vichy Territoires » ont également été proposés ; le nom actuel « Vichy Val d'Allier » a l'inconvénient, selon son président, « d'occulter le nom de la ville-centre ».
Finalement, le 19 novembre 2016, le nom de la future structure intercommunale choisi est « Vichy Communauté » et ce nom est confirmé par l'arrêté préfectoral du 5 décembre 2016. Claude Malhuret, alors président, est élu par intérim jusqu'à l'élection d'un nouveau président pour la nouvelle communauté d'agglomération  qui se tiendra entre le 19 et le 27 janvier 2017.

### Liste des présidents
| Période         | Période          | Identité           | Étiquette | Qualité                                                       |
| --------------- | ---------------- | ------------------ | --------- | ------------------------------------------------------------- |
| 12 janvier 2001 | 20 avril 2001    | Claude Malhuret    | UDF-PR    | Maire de Vichy (depuis 1989)                                  |
| 20 avril 2001   | 10 avril 2008    | René Bardet        | PCF       | Maire de Cusset (2001-2013)                                   |
| 10 avril 2008   | 29 avril 2014    | Jean-Michel Guerre | PS        | Maire de Bellerive-sur-Allier (2001-2014)                     |
| 29 avril 2014   | 31 décembre 2016 | Claude Malhuret    | UMP-LR    | Maire de Vichy (1989-2017) Sénateur de l'Allier (depuis 2014) |

## Territoire communautaire

### Géographie

#### Localisation
La communauté d'agglomération est située au sud-est du département de l'Allier. Elle jouxte les communautés de communes du Bassin de Gannat à l'ouest, en Pays Saint-Pourcinois au nord-ouest, Varennes-Forterre au nord, du Pays de Lapalisse au nord-est, de la Montagne bourbonnaise à l'est, et trois autres dans le Puy-de-Dôme (Entre Allier et Bois Noirs au sud, Coteaux de Randan et Nord Limagne au sud-ouest).

#### Environnement
Deux espaces naturels sensibles sont situés dans le périmètre de la communauté d'agglomération :
- la Boire des Carrés, site de 230 hectares en bordure de la rivière Allier, sur les communes de Charmeil, Saint-Rémy-en-Rollat, Saint-Germain-des-Fossés et Creuzier-le-Vieux ;
- la côte Saint-Amand, site de 76,5 hectares dominant le sud de l'agglomération vichyssoise (panorama), sur les communes d'Abrest et du Vernet.

#### Transports

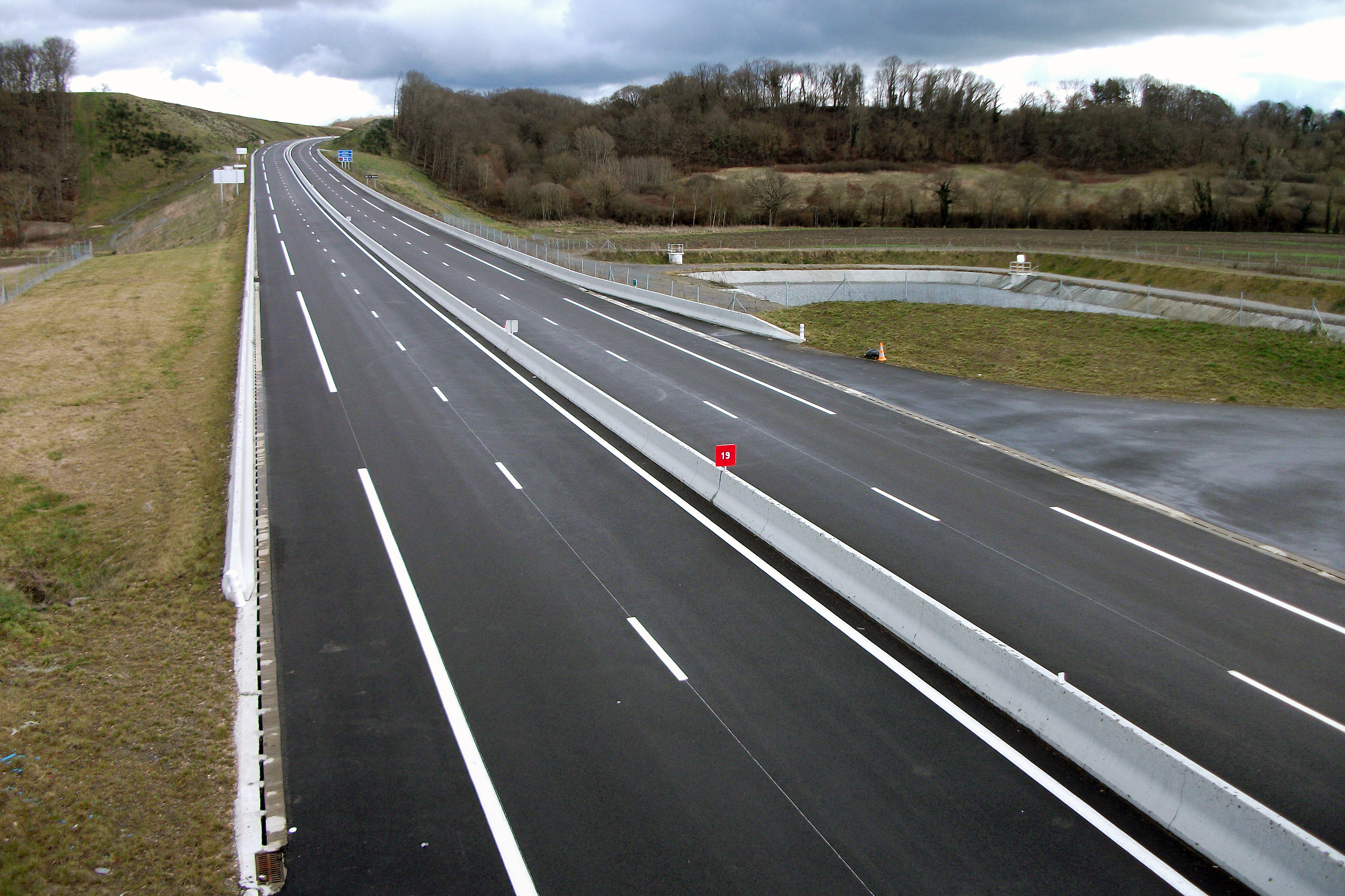
L'autoroute (vue au sud de Vendat en direction de Vichy) a contribué au désenclavement de l'agglomération.

Le territoire communautaire est desservi par un axe autoroutier, l'A719, ouvert depuis début 2015, reliant l'agglomération à l'autoroute A71, ainsi que le contournement sud-ouest (D 906), ouvert depuis début 2016. Ces deux axes ont permis le désenclavement d'une agglomération, qui a trop longtemps attendu (« quarante ans » selon les dires du député Gérard Charasse) pour bénéficier d'une desserte viable (le contournement nord-ouest étant encore au stade de projet, et repoussé maintes fois). Nombre de grands axes desservent également l'agglomération :
- la D 2209, reliant Gannat à Creuzier-le-Neuf via Cognat-Lyonne, Bellerive-sur-Allier, Cusset, et continuant au-delà du rond-point de Creuzier-le-Neuf en tant que route nationale 209, en contournant Saint-Germain-des-Fossés par l'est et en traversant Billy ;
- la D 907, reliant le rond-point de Creuzier-le-Neuf à Lapalisse ; sans traverser aucun village, elle dessert notamment Magnet ;
- la D 67, reliant le rond-point de Creuzier-le-Neuf à Saint-Rémy-en-Rollat, avec une antenne desservant Saint-Germain-des-Fossés ;
- la D 6, reliant Bellerive-sur-Allier à Saint-Pourçain-sur-Sioule via Charmeil et Saint-Rémy-en-Rollat ;
- la D 984, ancienne route nationale reliant Bellerive-sur-Allier à Aigueperse en desservant Serbannes ;
- la D 1093, ancienne route nationale reliant Bellerive-sur-Allier au nord-est du Puy-de-Dôme en desservant Brugheas ;
- la D 131, reliant Bellerive-sur-Allier à Hauterive ;
- la D 906e menant vers Thiers via Abrest et Saint-Yorre ;
- les D 62, 25 et 906b, partent de Cusset en direction du sud-est du département.

### Composition
La communauté d'agglomération est composée des vingt-trois communes suivantes :
| Nom                      | Code Insee | Gentilé         | Superficie (km2) | Population (dernière pop. légale) | Densité (hab./km2) |
| ------------------------ | ---------- | --------------- | ---------------- | --------------------------------- | ------------------ |
| Vichy (siège)            | 03310      | Vichyssois      | 5,85             | 25 279 (2014)                     | 4 321              |
| Abrest                   | 03001      | Abrestois       | 10,46            | 2 847 (2014)                      | 272                |
| Bellerive-sur-Allier     | 03023      | Bellerivois     | 18,97            | 8 533 (2014)                      | 450                |
| Billy                    | 03029      | Billois         | 10,22            | 822 (2014)                        | 80                 |
| Bost                     | 03033      | Bostois         | 9,48             | 192 (2014)                        | 20                 |
| Brugheas                 | 03044      | Brugheassois    | 26,81            | 1 451 (2014)                      | 54                 |
| Busset                   | 03045      | Bussétois       | 36,96            | 926 (2014)                        | 25                 |
| Charmeil                 | 03060      | Charmeillois    | 7,40             | 856 (2014)                        | 116                |
| Cognat-Lyonne            | 03080      | Cognatois       | 12,51            | 706 (2014)                        | 56                 |
| Creuzier-le-Neuf         | 03093      | Creuziérois     | 10,88            | 1 117 (2014)                      | 103                |
| Creuzier-le-Vieux        | 03094      | Creuziérois     | 11,38            | 3 310 (2014)                      | 291                |
| Cusset                   | 03095      | Cussetois       | 31,93            | 13 386 (2014)                     | 419                |
| Espinasse-Vozelle        | 03110      | Espinassois     | 17,87            | 960 (2014)                        | 54                 |
| Hauterive                | 03126      | Altaripiens     | 8,08             | 1 190 (2014)                      | 147                |
| Magnet                   | 03157      | Magnétois       | 12,72            | 946 (2014)                        | 74                 |
| Mariol                   | 03163      | Mariolais       | 9,41             | 782 (2014)                        | 83                 |
| Saint-Germain-des-Fossés | 03236      | Saint-Germanois | 8,30             | 3 735 (2014)                      | 450                |
| Saint-Rémy-en-Rollat     | 03258      | Saint-Rémois    | 20,84            | 1 677 (2014)                      | 80                 |
| Saint-Yorre              | 03264      | Saint-Yorrais   | 6,35             | 2 789 (2014)                      | 439                |
| Serbannes                | 03271      | Serbannais      | 14,30            | 807 (2014)                        | 56                 |
| Seuillet                 | 03273      | Seuillétois     | 9,94             | 505 (2014)                        | 51                 |
| Vendat                   | 03304      | Vendatois       | 16,76            | 2 218 (2014)                      | 132                |
| Le Vernet                | 03306      | Vernetais       | 10,07            | 1 929 (2014)                      | 192                |

### Démographie
| 1968   | 1975   | 1982   | 1990   | 1999   | 2008   | 2013   |
| ------ | ------ | ------ | ------ | ------ | ------ | ------ |
| 73 456 | 75 148 | 76 897 | 76 203 | 74 803 | 75 195 | 76 955 |

| Hommes | Classe d’âge | Femmes |
| ------ | ------------ | ------ |
| 0,9    | 90 ans ou +  | 2,4    |
| 9,6    | 75 à 89 ans  | 14,3   |
| 19,1   | 60 à 74 ans  | 19,5   |
| 20,3   | 45 à 59 ans  | 19,7   |
| 17,1   | 30 à 44 ans  | 15,9   |
| 16     | 15 à 29 ans  | 14,4   |
| 17     | 0 à 14 ans   | 13,7   |

| Hommes | Classe d’âge | Femmes |
| ------ | ------------ | ------ |
| 0,8    | 90 ans ou +  | 2,1    |
| 9,5    | 75 à 89 ans  | 13,9   |
| 18,6   | 60 à 74 ans  | 18,9   |
| 21,5   | 45 à 59 ans  | 20,4   |
| 17,6   | 30 à 44 ans  | 16,5   |
| 15,2   | 15 à 29 ans  | 13,3   |
| 16,8   | 0 à 14 ans   | 14,9   |

### Économie
La communauté d'agglomération possède sept zones d'activités communautaires dont elle possède la compétence obligatoire, ainsi que huit zones d'activités communales. Sur ces zones d'activités, sont implantées de grandes entreprises, comme CTL Packaging à Charmeil, Valmont, fabricant de mobilier urbain à Charmeil, L'Oréal Cosmétique Active Production, à Creuzier-le-Vieux, ou Renova à Saint-Yorre.
| Secteur d'activité \ Nombre                                               | d'entreprises | d'établissements |
| ------------------------------------------------------------------------- | ------------- | ---------------- |
| Industrie                                                                 | 295           | 384              |
| Construction                                                              | 582           | 622              |
| Commerce, transports et services divers                                   | 2 798         | 3 468            |
| Secteur administratif                                                     | 658           | 704              |
| Ensemble                                                                  | 4 333         | 5 178            |
| Source : Insee, répertoire des entreprises et des établissements (SIRENE) |               |                  |

La présence d'infrastructures de pointe dans le domaine du sport permet à l'agglomération de recevoir des délégations nationales et même étrangères, comme l'équipe américaine de natation venue s'entraîner en 2012 au stade aquatique ; c'est à ce même endroit qu'a été organisé, de 2013 à 2016, l'Open de France de natation.

## Administration

### Siège
À sa création, la communauté d'agglomération siégeait place de l'Hôtel-de-Ville à Vichy. Il existait cinq sites différents. Pour regrouper tous les services, l'idée de création d'un nouveau bâtiment n'a pas été retenue, le site de l'ancienne cité marchande, place Charles-de-Gaulle, a été réhabilité et transformé en hôtel d'agglomération, dans le respect de l'art pour un bâtiment inscrit en ZPPAUP. Les travaux ont commencé au printemps 2004 et l'hôtel a été livré le 19 septembre 2005.

### Les élus
La communauté d'agglomération est gérée par un conseil communautaire composé de 68 membres représentant chacune des communes membres.
Ils sont répartis comme suit, :
| Nombre de délégués | Communes                                                                                          |
| ------------------ | ------------------------------------------------------------------------------------------------- |
| 18                 | Vichy                                                                                             |
| 9                  | Cusset                                                                                            |
| 6                  | Bellerive-sur-Allier                                                                              |
| 3                  | Abrest, Creuzier-le-Vieux, Saint-Germain-des-Fossés, Saint-Yorre                                  |
| 2                  | Brugheas, Creuzier-le-Neuf, Espinasse-Vozelle, Hauterive, Saint-Rémy-en-Rollat, Vendat, Le Vernet |
| 1 + 1 suppléant    | Billy, Bost, Busset, Charmeil, Cognat-Lyonne, Magnet, Mariol, Serbannes, Seuillet                 |

### Présidence
Le conseil communautaire du 29 avril 2014 a élu son président, Claude Malhuret (maire de Vichy), et désigné ses quatorze vice-présidents qui sont :
| no | Identité                 | Qualité                                   | Délégation                                                               |
| -- | ------------------------ | ----------------------------------------- | ------------------------------------------------------------------------ |
| 1  | Élisabeth Albert-Cuisset | Maire de Saint-Germain-des-Fossés         | Aménagement de l'espace, habitat et politiques contractuelles            |
| 2  | Jean-Sébastien Laloy     | Maire de Cusset                           | Enseignement supérieur, culture, sport et métropole                      |
| 3  | Michel Aurambout         | Maire de Busset                           | Développement durable, espaces naturels sensibles et environnement       |
| 4  | Joseph Gaillard          | Adjoint au maire de Bellerive-sur-Allier  | Développement économique                                                 |
| 5  | Joseph Kuchna            | Maire de Saint-Yorre (depuis 11/2014)     | Prévention des risques naturels, valorisation et protection des rivières |
| 6  | Jean-Marc Germamangue    | Maire de Vendat                           | Mobilité et transports                                                   |
| 7  | Raymond Mazal            | Maire de Cognat-Lyonne                    | Assainissement                                                           |
| 8  | Frédéric Aguilera        | Adjoint au maire de Vichy                 | Ressources humaines, finances et mutualisation                           |
| 9  | André-Gilbert Crouzier   | 1er adjoint au maire de Creuzier-le-Vieux | Déchets ménagers et hygiène                                              |
| 10 | Alain Dumont             | Maire de Saint-Rémy-en-Rollat             | Enfance et jeunesse                                                      |
| 11 | Franck Gonzales          | Maire de Charmeil                         | Travaux et bâtiments                                                     |
| 12 | Patrick Montagner        | Maire d'Abrest                            | Voirie communautaire et liaisons routières                               |
| 13 | Isabelle Delunel         | Maire d'Espinasse-Vozelle                 | Cohésion sociale et insertion                                            |
| 14 | Olivier Royer            | Adjoint au maire de Brugheas              | Ruralité, tourisme et agriculture                                        |

### Compétences
Les communautés d'agglomération comme Vichy Val d'Allier assument des compétences à titre obligatoire, optionnel ou facultatif.

#### Compétences obligatoires
Toute communauté d'agglomération possède la compétence du développement économique. Sur le territoire de Vichy Val d'Allier, il existe quinze zones d'activités, dont :
- sept zones communautaires : le Coquet à Saint-Germain-des-Fossés, les Ancises, à Creuzier-le-Neuf, Davayat à Saint-Rémy-en-Rollat, Vichy Rhue, à Creuzier-le-Vieux (dominante industrielle), le pôle d'activités tertiaires René-Bardet (Atrium) près de la gare de Vichy, Croix Saint Martin au sud de Vichy et le Bioparc à Hauterive ;
- huit zones communales : Les Bâts à Saint-Rémy-en-Rollat, Les Graves - Les Gauvins et Champcourt à Cusset, Les Fonds Vilains et Les Combes au Vernet, La Boucharde à Brugheas ; La Tour à Abrest et Les Bois des Jarraux à Saint-Yorre.

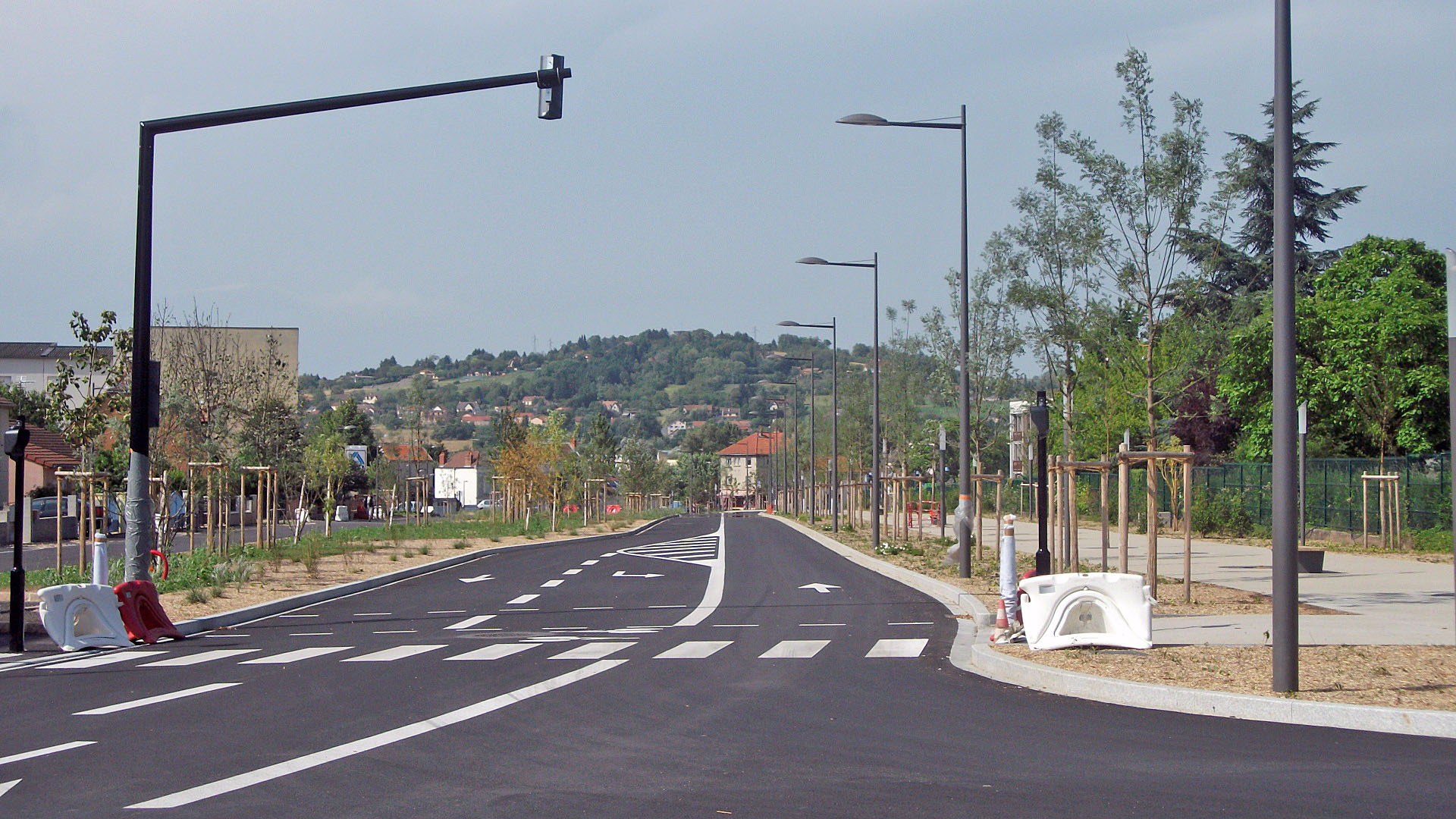
Le boulevard urbain est une réalisation de la communauté d'agglomération.

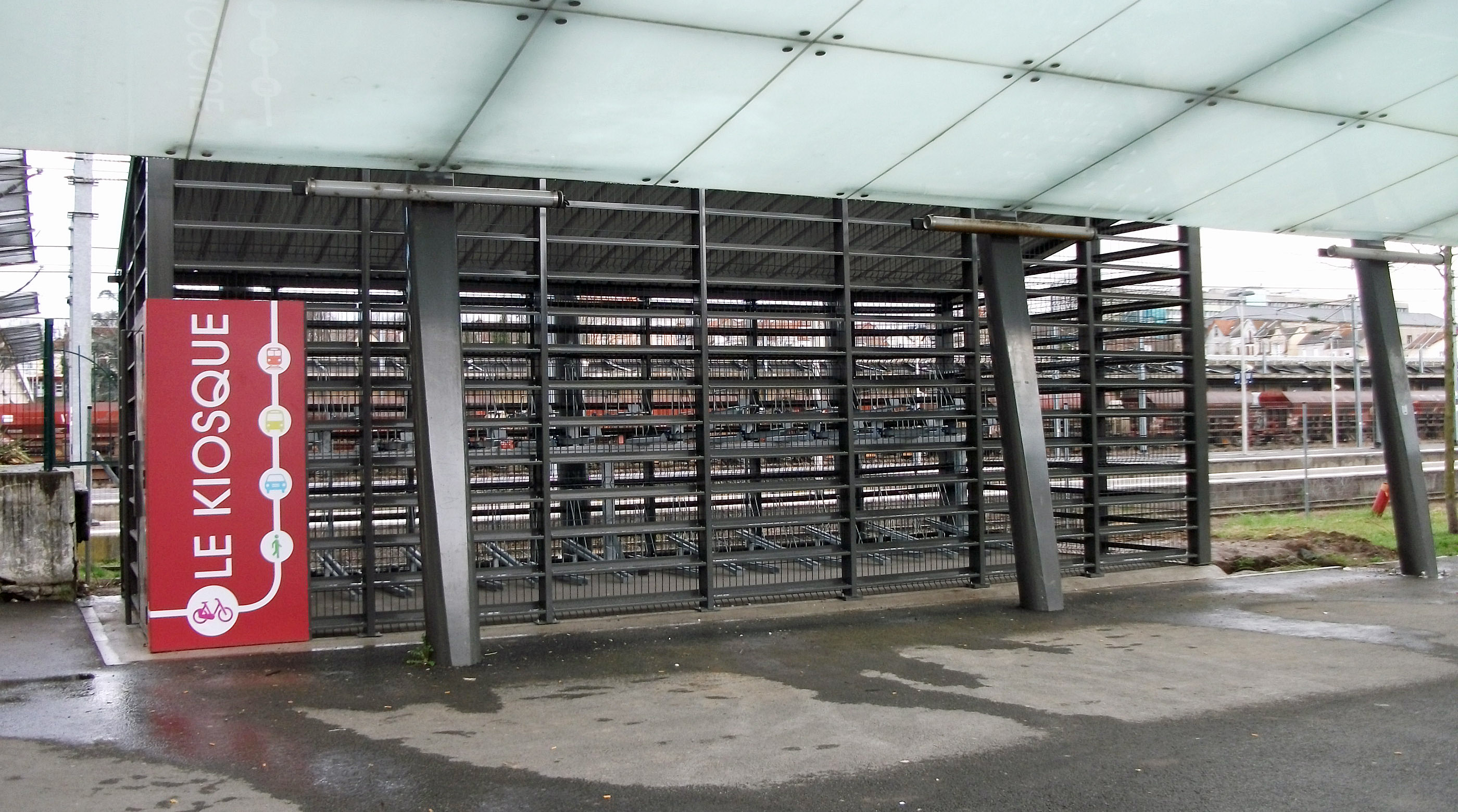
Parking vélos sécurisé au sud de la gare de Vichy.

Au titre de l'aménagement du territoire, Vichy Val d'Allier ne possède pas d'infrastructures routières décentes même si l'arrivée de l'autoroute A719 en 2015 contribue à son désenclavement. Pour réduire les nuisances engendrées par le passage des poids lourds en déviant les deux villages les plus touchés que sont Abrest (D 906, maintenant D 906e) et Bellerive-sur-Allier (D 2209 et dans une moindre mesure la D 6), le conseil départemental de l'Allier a construit le contournement sud-ouest de Vichy. Celui-ci traverse sept communes : Espinasse-Vozelle, Serbannes, Brugheas, Hauterive, deux communes du Puy-de-Dôme et Saint-Yorre pour se raccorder sur la D 906 menant vers Thiers.
De son côté, la communauté d'agglomération construit une voirie nouvelle reliant les lycées publics à l'hôpital Jacques-Lacarin (déjà en service depuis 2013) et à l'avenir vers Creuzier-le-Vieux.
Elle est, en outre, l'autorité organisatrice des transports urbains dès sa création. Nommé à l'origine Bus Inter, le réseau de neuf lignes est remanié en 2006 (sept lignes) puis en 2010 (huit puis neuf lignes) sous le nom MobiVie, desservant six communes. La ligne A est la ligne majeure du réseau avec un bus tous les quarts d'heure, puis les lignes B et C avec un bus toutes les vingt minutes depuis le 2 septembre 2013. Elle assure trois services différents de transport à la demande sous les noms MobiVie sur mesure pour les communes à l'écart du réseau de bus des communes desservies au moins par une ligne, Mobival qui, depuis 2004, couvre toutes les communes, ainsi que Mobil'hand, service créé fin 2007 conformément à la loi handicap de 2005.
Le kiosque MobiVie déménage le 19 février 2014 de la place Charles-de-Gaulle à la gare de Vichy. VVA lance pour l'occasion un service de location de vélos (Vivélo), renforçant le rôle de la gare SNCF comme pôle d'échanges intermodal.
Trois autres compétences obligatoires sont à mentionner :
- l'équilibre social de l'habitat sur le territoire communautaire pour améliorer les conditions de vie dans les logements ;
- la politique de la ville pour aider les personnes en difficulté, mais surtout les plus jeunes en instaurant des chéquiers leur permettant d'obtenir des réductions sur les entrées de cinéma, les musées ou les équipements sportifs ;
- incendie et secours pour protéger la population.

#### Compétences optionnelles
La communauté d'agglomération a fait le choix de trois compétences, à titre optionnel :
- la voirie. Une route est d'intérêt communautaire si elle dessert un équipement géré par la communauté d'agglomération ou si son trafic routier est important, comme les voies d'accès aux principales villes mais qui ne sont pas nécessairement des routes communales ;
- l'assainissement. VVA est chargé du traitement des eaux usées et pluviales ;
- la gestion d'équipements culturels et sportifs d'intérêt communautaire comme les piscines ou le pôle enfance.

#### Compétences facultatives
VVA a choisi les compétences facultatives :
- la protection et la mise en valeur de l'environnement et du cadre de vie : les communes de Vichy, Cusset et Bellerive-sur-Allier participent à la collecte sélective (les vingt autres relevant du SICTOM Sud Allier, basé à Bayet et couvrant le sud du département) ;
- l'aménagement de bourg : VVA est un acteur du financement des centres-bourgs grâce à des contrats communaux, en association avec la commune et des aides du département, de la région voire de l'État ;
- l'enseignement : VVA gère le campus Albert-Londres composé de plusieurs établissements dont le pôle universitaire et technologique Lardy ;
- la sécurité et l'hygiène, les aires d'accueil des gens du voyage, etc.

Vichy, Bellerive-sur-Allier et Cusset participent à la collecte sélective des déchets. Les vingt autres communes relèvent d'un syndicat intercommunal.
Vichy Val d'Allier est propriétaire de la déchèterie de Champcourt (3 000 m2) ainsi que d'une installation de stockage de déchets non dangereux (ISDND), situé au lieu-dit « du Guègue », à 7 km à l'est de Cusset par la D 25 à la limite avec Saint-Étienne-de-Vicq (393 274 m2 dont 18 ha réservés à l'exploitation). Le site de cette ISDND a été autorisé par un arrêté préfectoral de 1972 modifié en 2000 et 2007, ce second prolongeant l'exploitation pendant trente ans. Après procédure de délégation de service public, le contrat d'exploitation a été confié à SITA MOS le 1er mai 2009 pour douze ans. 67 144 tonnes ont été enfouies en 2010. Cependant, l'ISDND du Guègue pose des problèmes olfactifs aux habitants du lieu-dit.

### Régime fiscal et budget
Le régime de fiscalité professionnelle unique s'applique.
En 2016, le budget de la communauté s'élevait à 24,1 millions d’euros pour l'investissement, 60,4 millions d'euros pour le fonctionnement, soit un total de 84,5 millions d'euros.

## Projets et réalisations
Depuis sa création, la communauté d'agglomération a réalisé plusieurs projets au service des habitants et des salariés, afin d'améliorer le cadre de vie. Le gestionnaire, ou maître d'ouvrage, n'est pas toujours la communauté d'agglomération elle-même : il arrive qu'elle soit seulement un acteur du chantier (exemple de la gare de Vichy).
VVA est le propriétaire du pôle d'activités tertiaires « L'Atrium », à proximité de la gare de Vichy, en lieu et place des anciennes usines d'embouteillage. Il a été inauguré le 18 janvier 2008 pour un montant de 15 539 370,34 € hors taxes. Il a été baptisé René-Bardet en hommage à l'ancien maire de Cusset et président de VVA décédé en mars 2013. Il accueille plusieurs entreprises dont le siège social de la Macif Centre France.
Constatant la dégradation des installations du stade nautique construit en 1947, sur la commune de Bellerive-sur-Allier, et après sa fermeture définitive fin 2007, VVA a construit sur la même commune, à proximité de Super Bellerive sur la route montant vers Gannat, le stade aquatique, qui a été inauguré le 2 février 2008 et a ouvert au public le 21 mars. Œuvre de l'architecte Jacques Rougerie, la réalisation a coûté plus de 22 millions d'euros hors taxes. Le stade a accueilli des compétitions nationales comme l'Open de France depuis 2013.
Sur la commune de Vichy, VVA a participé à la création du pôle d'échanges intermodal de la gare de Vichy, en complément de la rénovation du parvis de la gare, visant à améliorer les échanges des voyageurs entre les transports en commun et ferroviaires. Il a été inauguré le 26 juin 2009 pour un coût de plus de 13 millions d'euros hors taxes.
VVA a en outre réalisé le pôle enfance, près de la mairie de Bellerive-sur-Allier, inauguré en mai 2011, bâtiment certifié haute qualité environnementale ou la fourrière animalière de Brugheas.
Pour le développement durable :
- une unité de valorisation du biogaz à l'installation de stockage des déchets non dangereux du Guègue, dans les hauteurs de Cusset[Off 16] ;
- la mise en place de nouveaux bus plus économiques et plus respectueux de l'environnement pour le réseau MobiVie, qui a été inauguré le 8 janvier 2011[Off 17] ;
- le Pôle Enfance Rive Gauche, bâtiment certifié haute qualité environnementale, inauguré le 20 mai 2011[Off 15].